# Belowsche Bewegung
Die Belowsche Bewegung war eine spätpietistische Erweckungsbewegung Anfang des 19. Jahrhunderts in Hinterpommern. Die durch die landadeligen Brüder von Below inspirierte Bewegung gilt als ein Vorläufer der Pfingstbewegung.

## Geschichte

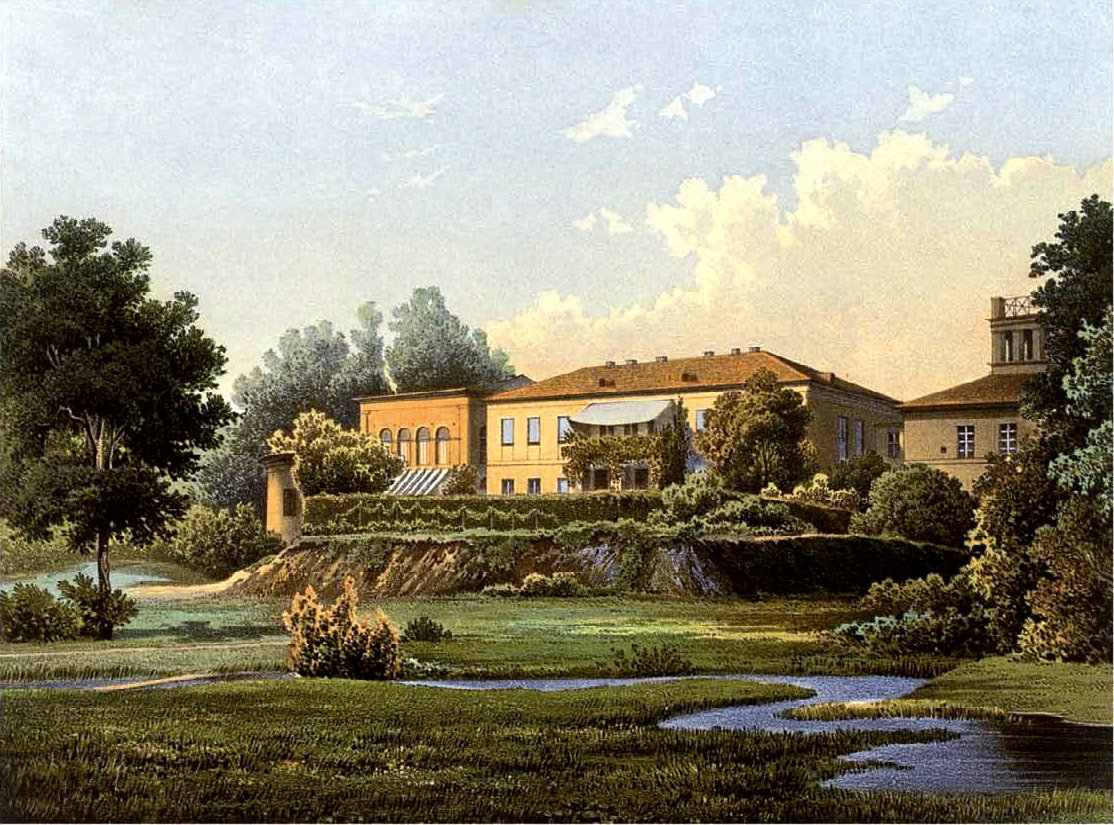
Schloss Reddentin, erbaut 1834, Zentrum der Belowschen Bewegung (Slg. Duncker)

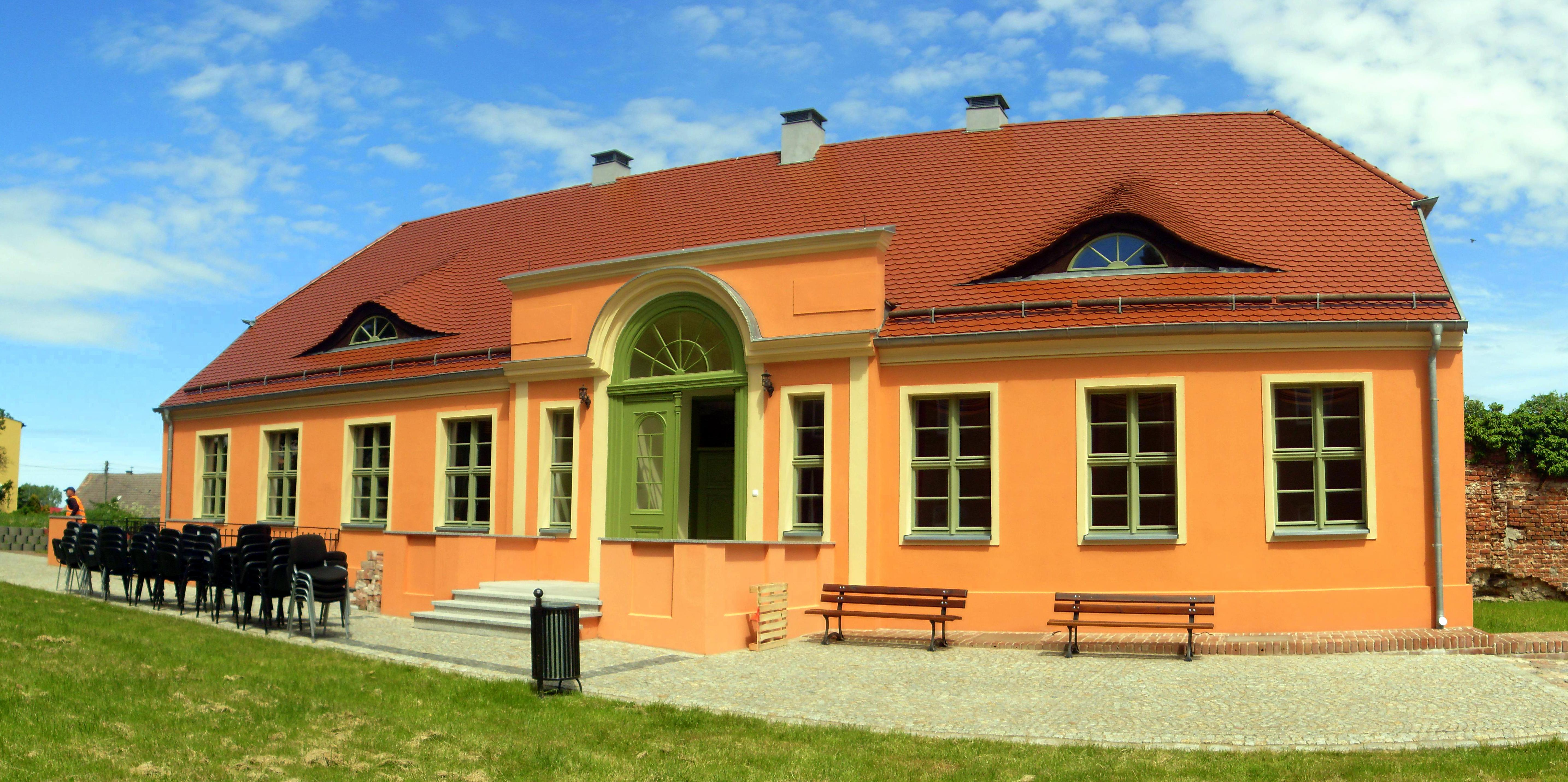
Gutshaus Wollin, Ort volksmissionarischer Tätigkeit

Während seiner Teilnahme an den Freiheitskriegen kam Gustav von Below in intensiven Kontakt mit der Frömmigkeit des Pietismus, was mit Begegnungen mit Persönlichkeiten wie Adolf von Thadden-Trieglaff (1796–1882), Ernst Senfft von Pilsach (1795–1882) oder Hans Jürgen von Kleist-Retzow (1771–1844) einherging.
Gemeinsam mit seinen Brüdern Karl und Friedrich erklärte Gustav in Abgrenzung vom Luxusleben am Berliner Hof und im preußischen Adel förmlich und programmatisch seinen Abschied von „Glas, Karten und Pfeife“. Als Grundherren und Kirchenpatrone entfalteten die Brüder namentlich auf dem Gut Reddentin sowie Wollin und Seehof eine intensive volksmissionarische Tätigkeit. Sie führten Bibel- und Betstunden ein, die stark besucht waren, häufig über mehrere Stunden bis Mitternacht währten und mit ekstatischen Erscheinungen wie der Zungenrede einhergingen. Dies führte zu heftigen Auseinandersetzungen mit der lokalen Pfarrerschaft und den staatskirchlichen Behörden. So blieb die kirchliche Pfarrstelle verwaist, bis der Baron Hans Ernst von Kottwitz (1757–1843) vermittelnd eingriff.
Zu den hohen preußischen Persönlichkeiten, die während bestimmter Phasen ihres Lebens Kontakt zur Reddentiner Bewegung unterhielten, zählten Otto von Bismarck (1815–1896), Ernst Ludwig von Gerlach (1795–1877) und dessen Bruder Leopold (1790–1861) oder Leonhard Graf von Blumenthal (1810–1900).
Während sich die Brüder Gustav und Karl von Below mit der Zeit zurückzogen und sich mit dem Studium der Theosophie Jacob Böhmes und Gichtels beschäftigten, vertiefte Friedrich sein spiritualistisches Engagement durch die Gründung einer eigenständigen Seehöfer Gemeinde, die sich zeitweilig der altlutherischen Kirche anschloss, aber nach Friedrichs Tod allmählich zerfiel.
Zahlreiche aus der Bewegung hervorgegangene „Sectierer“ schlossen sich später der Altlutherischen Gemeinde an oder wanderten nach Amerika aus, wo sie als Impulsgeber der entstehenden Pfingstbewegung wirkten.

## Die Inspiratoren
Die Brüder
- Gustav Ernst Anton Wilhelm von Below (* 18. Juli 1790 in Gatz; † 19. November 1843 in Reddentin)
- Karl Ewald Andreas von Below (* 22. Mai 1783 in Greifenberg in Pommern; † 2. März 1843 in Gatz)
- Heinrich Friedrich von Below (* 23. Januar 1792 in Wollin; † 15. Juli 1855 in Seehof)

waren zusammen mit zwei Schwestern Kinder des aus Livland stammenden  preußischen Hauptmanns Karl Gustav von Below (1759–1840) und der Charlotte Wilhelmine von Woedtke (1757–1798).